# Dan moi
O Dan moi (em vietnamita: đàn môi) é um instrumento idiofono tradicional de diversos grupos étnicos do Vietnã. É muito parecido com o Berimbau de boca, e por isso as vezes chamado de Berimbau de boca vietnamita.

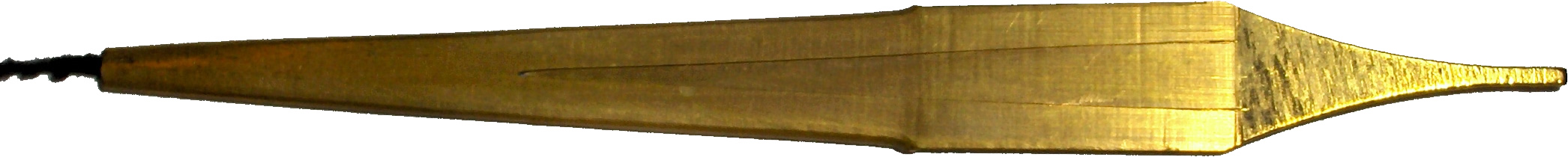
Dan moi baixo

## Descrição
Consiste numa lâmina de metal cuja peça central está desprendida quase inteiramente do corpo metálico, a qual se faz vibrar com um mecanismo de alavanca. O Dan Moi costuma vir atado por um fio a sua caixa ou bainha.

## Uso
Ao contrário do Berimbau de boca, o Dan Moi não tem que vibrar contra os dentes, mas que se faz vibrar contra os lábios sem que a lâmina central choque contra os dentes. O Dan Moi, como as outras harpas de boca e/ou Berimbau de boca, usam como suporte o corpo humano como caixa de ressonância, usando a cavidade bucal, bem como o Glote para conseguir que as vibrações cheguem mais fundo e o som se torne mais profundo.